# Đặng Minh Khôi
Đặng Minh Khôi là một nhà ngoại giao chuyên nghiệp Việt Nam. Ông hiện là Đại sứ đặc mệnh toàn quyền nước Cộng hòa xã hội chủ nghĩa Việt Nam tại Liên bang Nga.
Ông là người có nhiều kinh nghiệm về ngoại giao song phương, đặc biệt là giữa Việt Nam và các nước Đông Bắc Á.

## Tiểu sử
Đại sứ Đặng Minh Khôi sinh năm 1964 tại Hà Nội.
Ông là cử nhân Quan hệ quốc tế, tốt nghiệp Đại học Quan hệ Quốc tế Moscow (MGIMO), Nga năm 1989.
Ông sử dụng các ngoại ngữ tiếng Trung, tiếng Anh, tiếng Nga.
Vợ ông là bà Lê Linh Lan, cũng là một nhà ngoại giao chuyên nghiệp của Việt Nam, hiện là Đại sứ đặc mệnh toàn quyền Việt Nam tại Liên bang Thụy Sỹ kiêm nhiệm Công quốc Liechtenstein. Trước đó, bà đã giữ các chức vụ: Phó Cục trưởng Cục Ngoại vụ, Đại sứ Việt Nam tại Mexico, Phó Vụ trưởng Vụ Châu Âu, Bộ Ngoại giao Việt Nam. Bà là cử nhân Quan hệ quốc tế, tốt nghiệp Đại học Quan hệ Quốc tế Moscow (MGIMO), Nga năm 1990.
Ông đã có vợ và hai con gái, Đặng Trà My (Mimi Dang) - cô tốt nghiệp MBA của trường Wharton thuộc Đại học Pennsylvania, và Đặng Hà My (Ashley Dang).

## Sự nghiệp
Đại sứ Đặng Minh Khôi vào ngành ngoại giao từ năm 1991.
Từ năm 1991 đến năm 2002, ông là Chuyên viên rồi Trưởng phòng Quan hệ, Vụ Trung Quốc (nay là Vụ Đông Bắc Á), Bộ Ngoại giao.
Từ năm 2002 đến năm 2006, ông là Lãnh sự, người thứ hai Tổng Lãnh sự quán Việt Nam tại Quảng Châu, Trung Quốc.
Từ tháng 10 đến tháng 12 năm 2006, ông là Phó Vụ trưởng Vụ Châu Á 1 (nay là Vụ Đông Bắc Á), Bộ Ngoại giao.
Từ tháng 12 năm 2006 đến tháng 5 năm 2010, ông lần lượt giữ các cương vị Tham tán, Tham tán Công sứ rồi Công sứ, Đại sứ quán Việt Nam tại Bắc Kinh, Trung Quốc.
Từ 2010 đến tháng 1 năm 2014, ông là Phó Vụ trưởng, rồi Vụ trưởng Vụ Đông Bắc Á, Bộ Ngoại giao.
Từ tháng 1 năm 2014 đến tháng 9 năm 2014, ông được cử làm Trợ lý Bộ trưởng, kiêm Vụ trưởng Vụ Đông Bắc Á, Bộ Ngoại giao.
Từ tháng 9 năm 2014 đến tháng 10 năm 2015, ông đảm nhiệm chức vụ Thứ trưởng Bộ Ngoại giao.
Từ tháng 10 năm 2015 đến tháng 10 năm 2019, ông đảm nhiệm chức vụ Đại sứ đặc mệnh toàn quyền của Việt Nam tại Trung Quốc.
Sau khi kết thúc nhiệm kỳ Đại sứ, ông trở lại công tác tại Bộ Ngoại giao.
Tháng 02 năm 2020, ông được Thủ tướng Nguyễn Xuân Phúc bổ nhiệm lại chức vụ Thứ trưởng Bộ Ngoại giao, thời hạn bổ nhiệm tính từ ngày 24 tháng 09 năm 2019. Ông cũng được Bộ trưởng Bộ Ngoại giao bổ nhiệm kiêm giữ chức Chủ nhiệm Ủy ban Nhà nước về người Việt Nam ở nước ngoài.
Tháng 6 năm 2021, ông được Chủ tịch nước Nguyễn Xuân Phúc bổ nhiệm là Đại sứ đặc mệnh toàn quyền nước Cộng hòa xã hội chủ nghĩa Việt Nam tại Liên bang Nga.

## Khen thưởng
Trong thời gian hoạt động trong ngành Ngoại giao, Thứ trưởng Đặng Minh Khôi đã được trao tặng một số danh hiệu, bằng khen như sau:
- Huân chương lao động hạng ba năm 2018 vì Đã có thành tích xuất sắc trong công tác từ năm 2012 đến năm 2016, góp phần vào sự nghiệp xây dựng Chủ nghĩa xã hội và bảo vệ Tổ quốc;
- Kỷ niệm chương “Vì thế hệ trẻ” - phần thưởng cao quý nhất của Trung ương Đoan TNCS Hồ Chí Minh, năm 2023;
- Bằng khen của Thủ tướng Chính phủ năm 2011, 2018;
- Bằng khen của Bộ trưởng Bộ Ngoại giao năm 2010, 2011, 2014;
- Bằng khen của Bộ trưởng Bộ Kế hoạch và Đầu tư năm 2018;
- Chiến sĩ thi đua cấp Bộ năm 2009, 2013, 2018 và Chiến sĩ thi đua cấp cơ sở các năm 2007, 2008, 2009, 2011, 2012, 2013, 2016, 2017, 2018./.